# Lavilledieu (Dordogne)
Pour les articles homonymes, voir Lavilledieu et La Villedieu.
Lavilledieu, également écrit La Villedieu, est une ancienne commune française située dans le département de la Dordogne, en région Nouvelle-Aquitaine. Depuis 1963, elle fait partie de la commune de Terrasson-Lavilledieu.

## Géographie

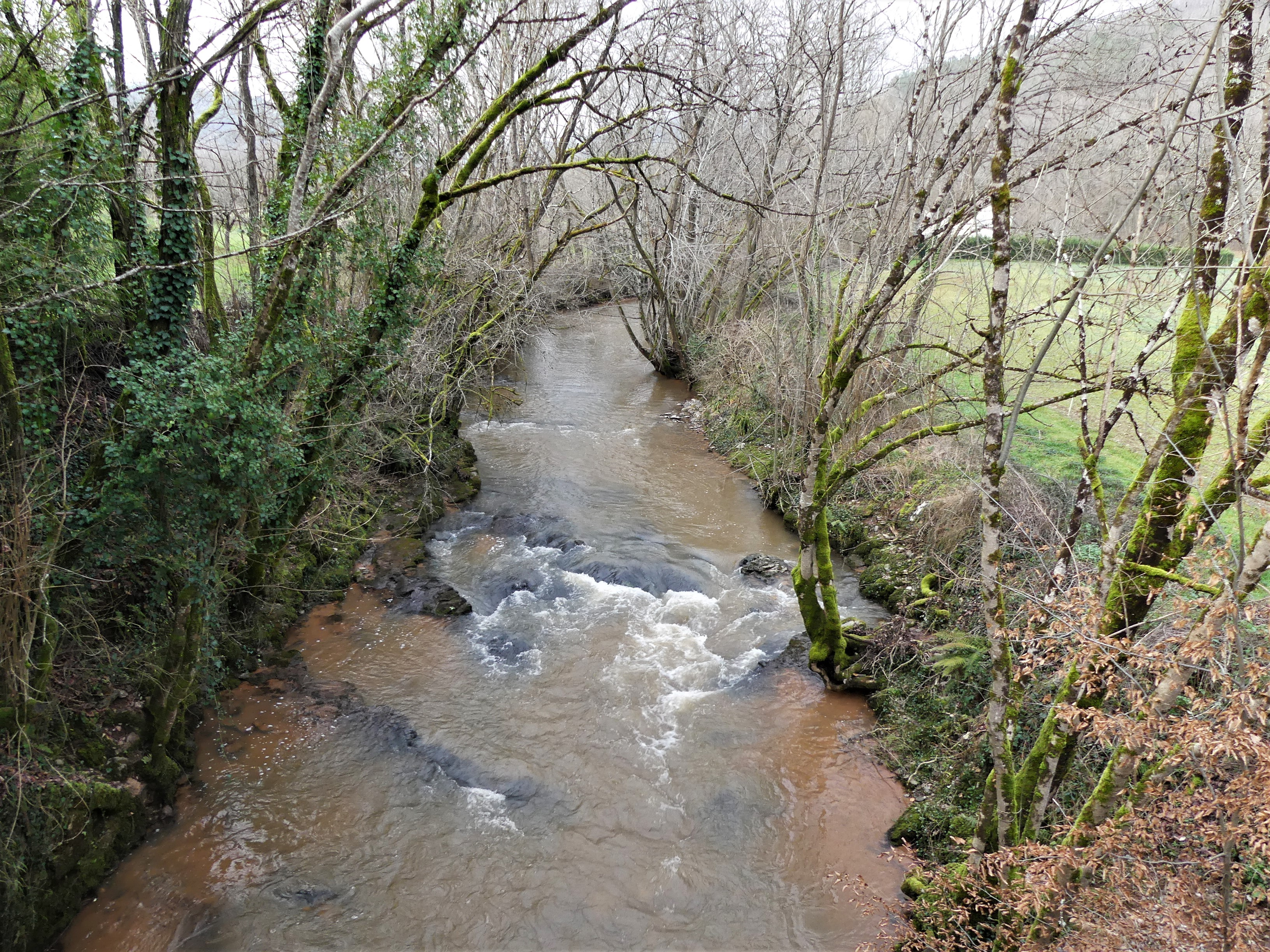
L'Elle au pont entre Charpenet et Lavilledieu.

En Périgord noir, en limite du Périgord central et du bassin de Brive, dans l'est du département de la Dordogne, Lavilledieu forme la partie nord-ouest de la commune de Terrasson-Lavilledieu. L'ancien territoire communal était bordé au sud par la Vézère et arrosé à l'est par son affluent l'Elle. Initialement, par rapport à l'actuelle commune de Terrasson-Lavilledieu, il représentait toute la partie en rive droite de la Vézère, hormis l'île de la Vergne qui faisait partie de la commune de Terrasson. Sa partie la plus orientale — comprenant notamment le lieu-dit la Borie Basse — a été annexée à Terrasson en janvier 1864.

## Toponymie
La paroisse du lieu est attestée en 1315 sous la forme Parochia de Villa-Dei, dépendante de la châtellenie de Larche.

## Histoire

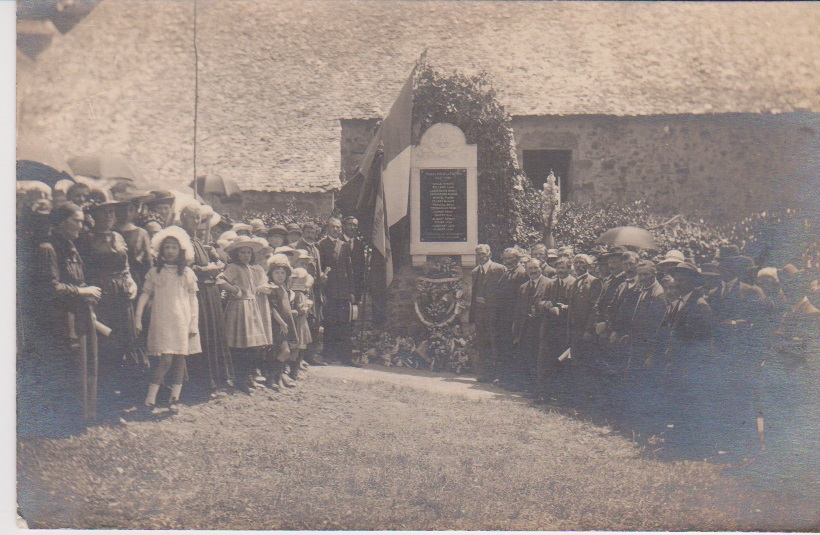
L'inauguration du monument aux morts de Lavilledieu en 1921.

Lavilledieu est une commune créée à la Révolution d'abord sous le nom de La Villedieu.
Le 30 janvier 1864, la partie la plus orientale — représentant près du quart du territoire communal — a été cédée à Terrasson.
Le 1er janvier 1963, Lavilledieu fusionne avec la commune de Terrasson, cette dernière prenant alors le nom de Terrasson-la-Villedieu, renommée en 1997 en Terrasson-Lavilledieu.

## Démographie
| 1793 | 1800 | 1806 | 1821 | 1831 | 1836 | 1841 |
| ---- | ---- | ---- | ---- | ---- | ---- | ---- |
| 503  | 475  | 456  | 504  | 469  | 536  | 600  |

| 1846 | 1851 | 1856 | 1861 | 1866 | 1872 | 1876 |
| ---- | ---- | ---- | ---- | ---- | ---- | ---- |
| 633  | 743  | 725  | 860  | 404  | 386  | 427  |

| 1881 | 1886 | 1891 | 1896 | 1901 | 1906 | 1911 |
| ---- | ---- | ---- | ---- | ---- | ---- | ---- |
| 418  | 435  | 358  | 427  | 409  | 385  | 372  |

| 1921 | 1926 | 1931 | 1936 | 1946 | 1954 | 1962 |
| ---- | ---- | ---- | ---- | ---- | ---- | ---- |
| 357  | 319  | 340  | 340  | 370  | 363  | 325  |

L'important chute démographique constatée en 1866 par rapport à 1861 (perte de plus de la moitié des habitants) peut s'expliquer par la cession en 1864 d'une partie du territoire à la commune voisine de Terrasson.

## Culture locale et patrimoine

### Lieux et monuments
- Église Notre-Dame-de-l'Assomption[2], ou Notre-Dame[3], ou Sainte-Marie[7], gothique, avec une cloche carolingienne en forme de casque gaulois, qui serait la plus ancienne du Périgord[8].

## Photothèque

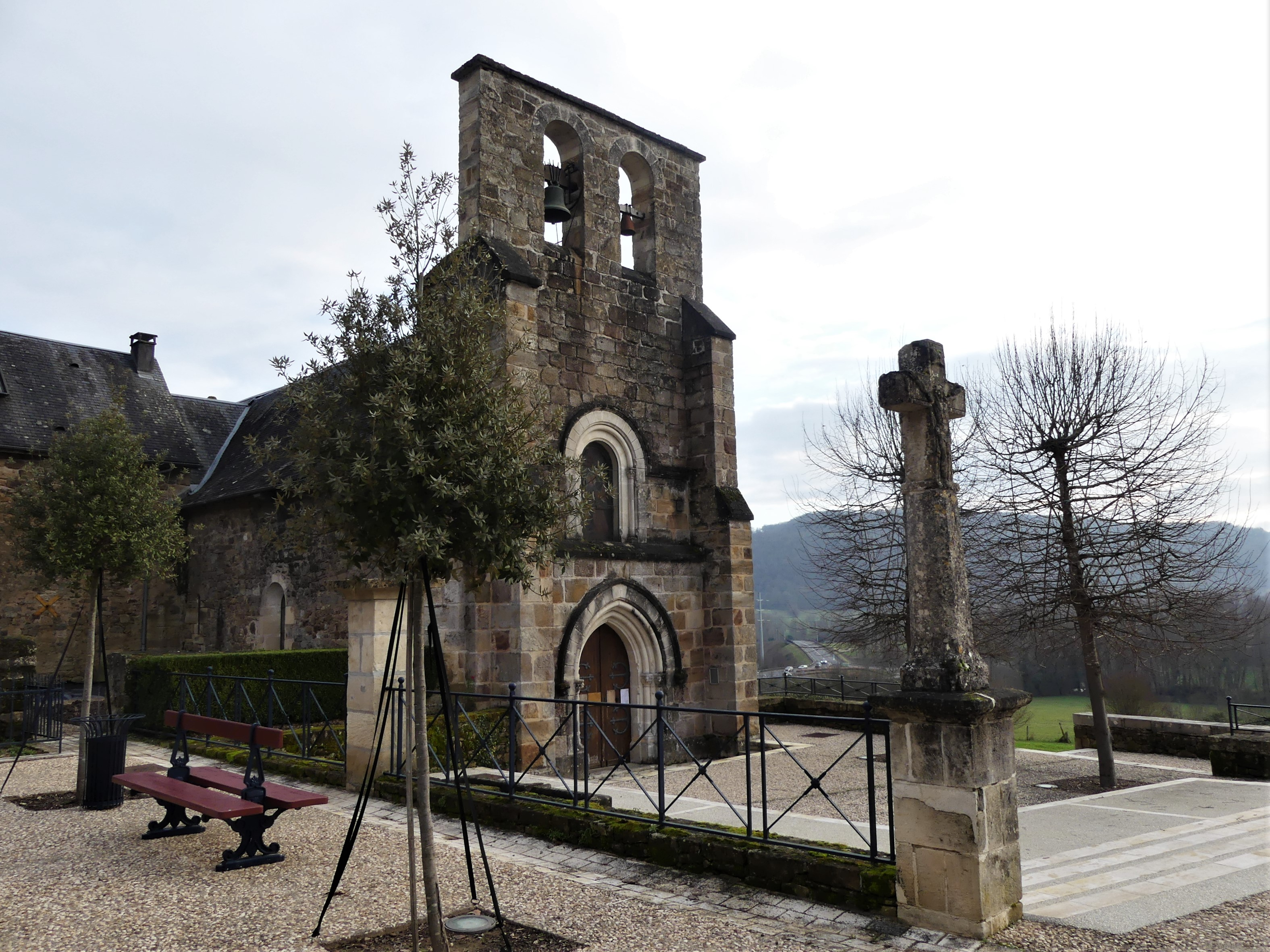
L'église.
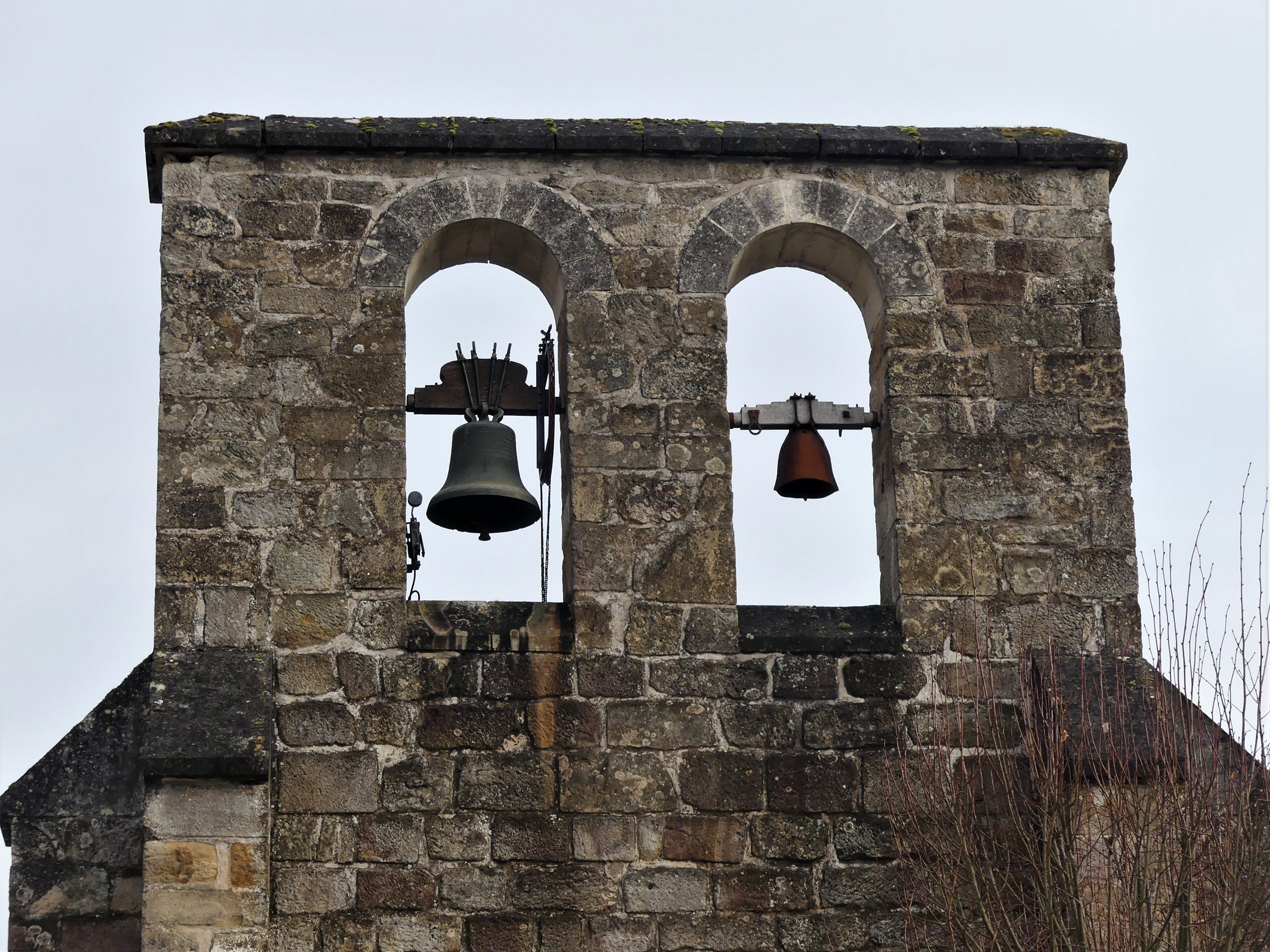
Son clocher-mur.
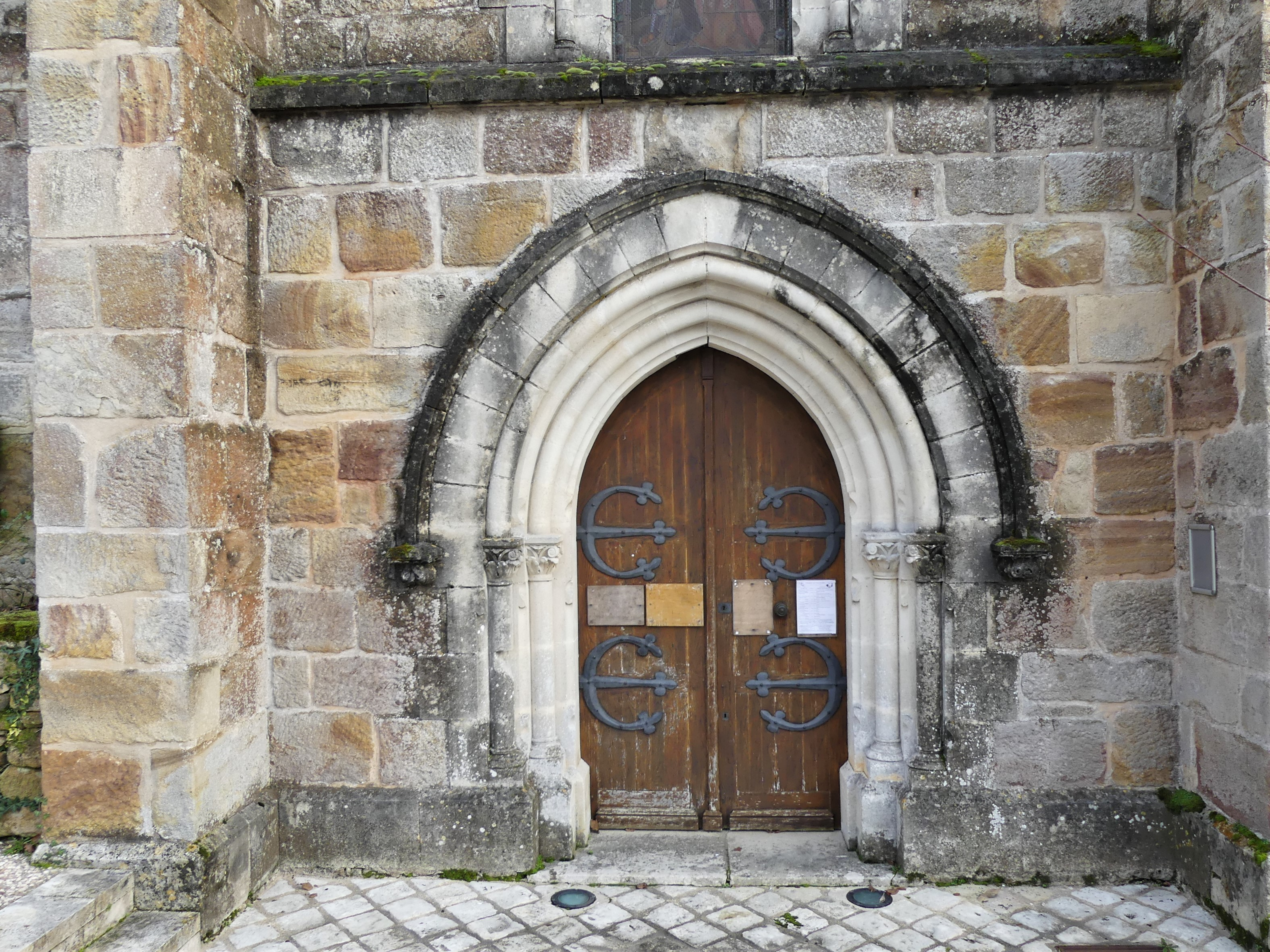
Son portail.
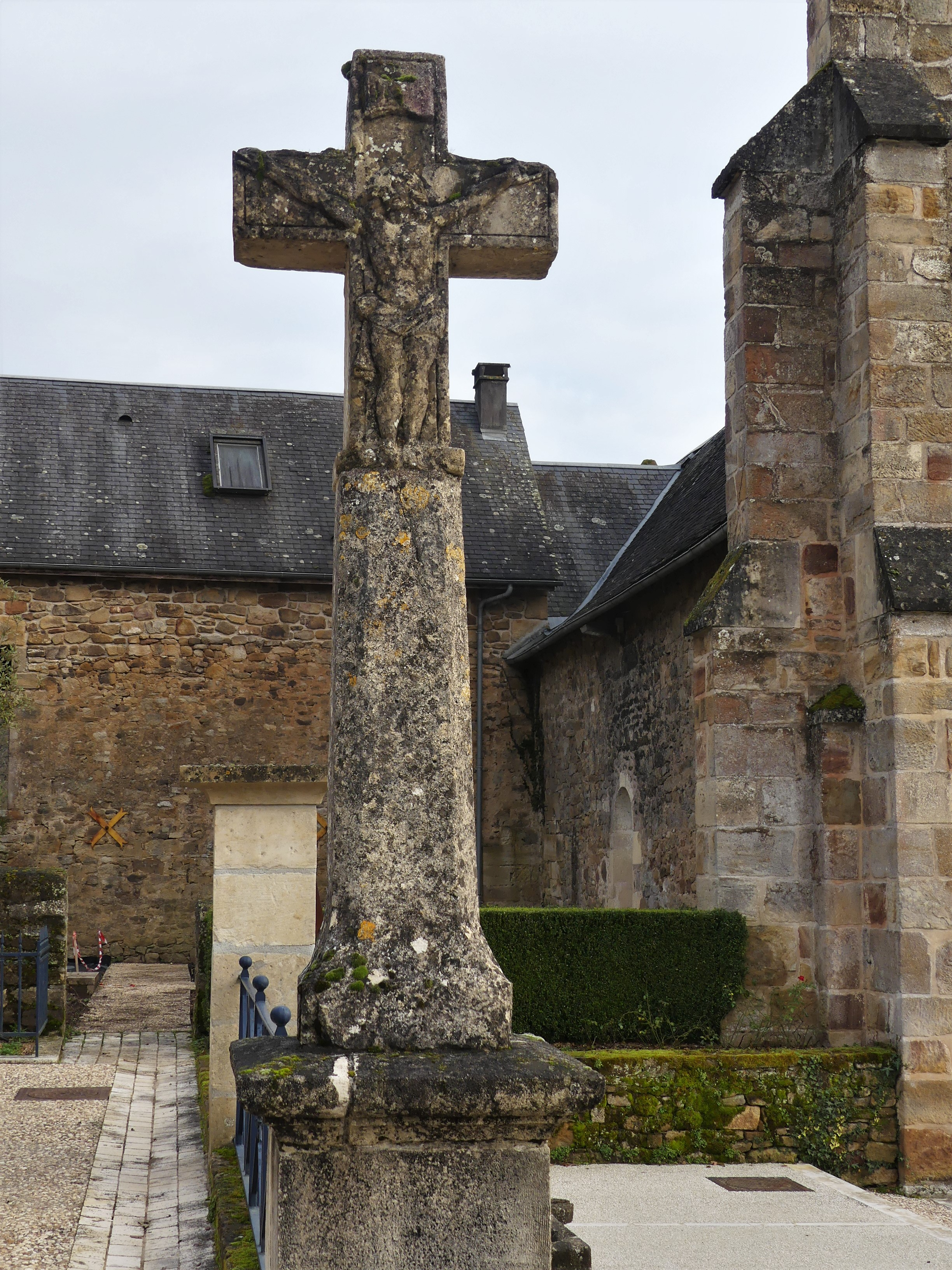
Croix à côté de l'église.
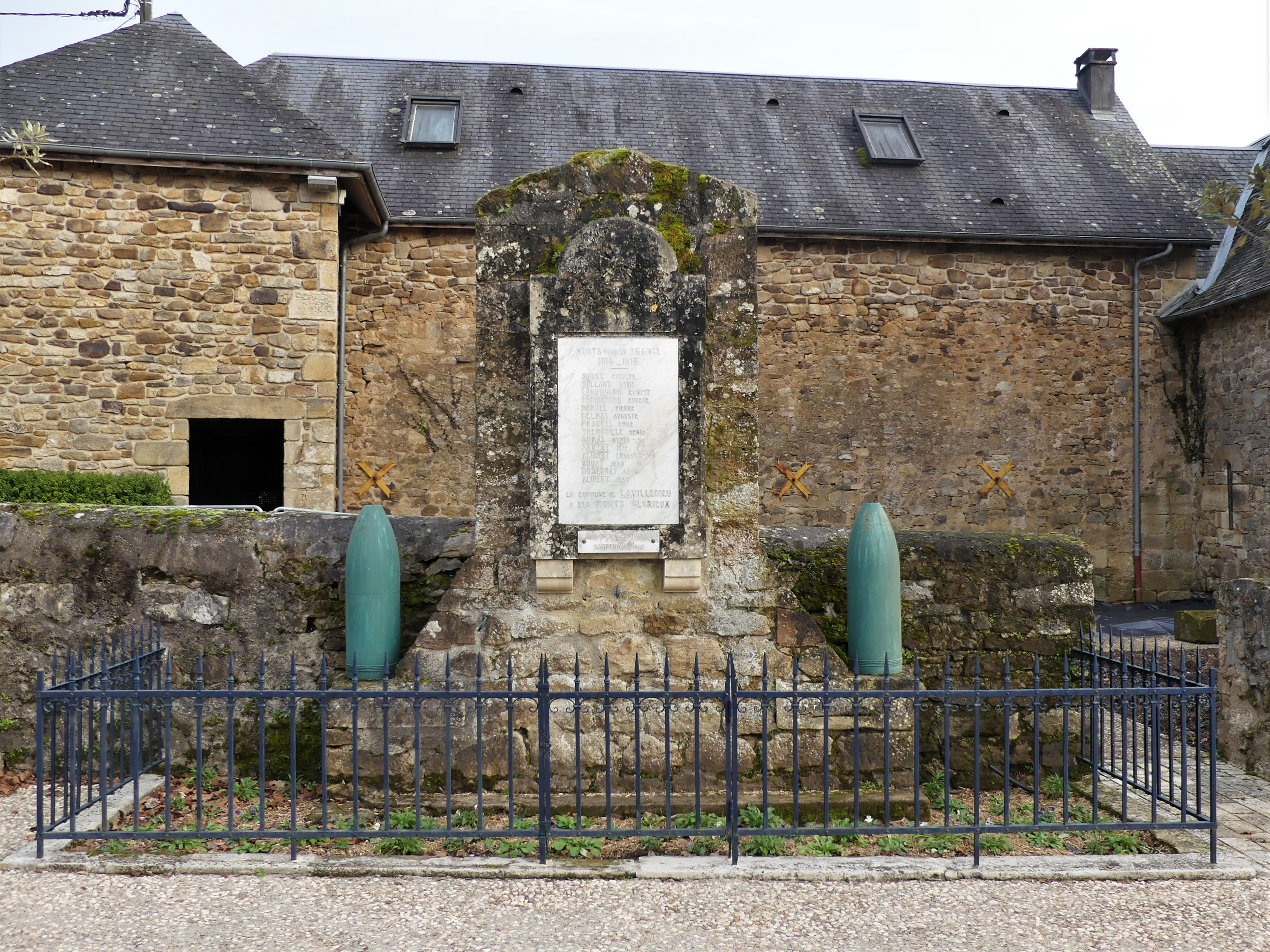
Le monument aux morts.